# Helius gorokanus
Helius gorokanus är en tvåvingeart som beskrevs av Alexander 1962. Helius gorokanus ingår i släktet Helius och familjen småharkrankar. Inga underarter finns listade i Catalogue of Life.